# 야기시타 다이키
야기시타 다이키(일본어: 柳下 大樹, 1995년 8월 9일 ~ )는 일본의 축구 선수다.

## 구단 경력
그는 2014년부터 J리그의 마쓰모토 야마가 FC, 카탈레 도야마에서 뛰었다.